# Neotheronia nubecula
Neotheronia nubecula är en stekelart som först beskrevs av Cresson 1865.  Neotheronia nubecula ingår i släktet Neotheronia och familjen brokparasitsteklar. Inga underarter finns listade i Catalogue of Life.